# Honeywell/ITEC F124/F125
Le Honeywell/ITEC F124 est un turboréacteur à double flux à faible taux de dilution dérivé du moteur civil Honeywell TFE731. Le F125 est une version à postcombustion du F124. Le moteur débuta son développement à la fin des années 1970 pour le programme de chasseur fabriqué localement AIDC F-CK-1 Ching-Kuo de la force aérienne taïwanaise, et il fut démarré pour la première fois en 1979.
Le couple F124/F125 a depuis été proposé à l'emploi pour d'autres avions, comme le T-45 Goshawk et le Jaguar, et propulse actuellement le L-159 Alca et le M-346 Master. Le F124 a une conception plutôt inhabituelle, pour un turboréacteur à deux corps, employant à la fois des étages de compresseur axiaux et centrifuge dans son corps central haute-pression (celui qui assure la combustion). Il n'y a actuellement que trois versions de production du moteur, bien que beaucoup d'autres aient été proposées au cours de sa carrière.

## Développement
En 1978, Garrett AiResearch annonça effectuer des recherches conjointes sur la postcombustion de TFE1042 avec la compagnie suédoise Volvo Flygmotor AB, afin de pouvoir fournir un moteur au chasseur local AIDC F-CK Indigenous Defence Fighter, alors en cours de développement pour la force aérienne taïwanaise (Republic of China Air Force - ROCAF). Le TFE731 Model 1042 fut présenté comme un « dérivé militaire à faible taux de dilution du moteur commercial éprouvé TFE731 » et « apportait un système de propulsion économique, fiable et efficace pour la prochaine génération d'avions d'entraînement et d'attaque légère », avec une poussée de 18,9 kN à sec et 30,2 kN avec PC. Après les premières négociations, l'investissement allait être divisé entre Garrett, Volvo, AIDC (en) et la compagnie italienne Piaggio. Le développement consisterait en la version TFE1042-6 sans postcombustion, pour l'avion d'entraînement avancé/attaque légère, et la version TFE1042-7, pour les mises à jour des AMX ou des F-5. Garrett serait responsable de la partie « cœur » du moteur (celle du flux principal, où se produit la combustion), tandis-que Volvo serait responsable des sections de soufflante et de postcombustion. Le moteur fonctionna pour la première fois trois heures dans un bâtiment de tests de Volvo en 1979.
AIDC suggéra également d'améliorer le TFE1042-7 en portant sa poussée maximale de 31 à 36 kN et en l'utilisant par paire, afin de concurrencer le General Electric F404 pour des applications telles que le JAS 39 Gripen. Toutefois, le projet Gripen décida de continuer avec une version monomoteur du F404, construite par Volvo, et Volvo quitta le projet à ce moment précis afin justement de se concentrer sur le Gripen. Piaggio demanda de participer à une date plus tardive, en raison de soucis financiers et quitta également le programme. Finalement, seuls Garrett et AIDC investirent dans la nouvelle International Turbine Engine Corporation (ITEC), avec une signature de contrat en 1982.
En 1988, ITEC décida d'investir dans la version à 53,38 kN de poussée TFE1088-12, qui fut plus tard re-désignée TFE1042-70A (pour des raisons politiques). Des études préliminaires montrèrent que l'IDF pouvait disposer d'une supercroisière avec ce nouveau moteur. Au même moment, General Electric décida d'entrer sur ce secteur du marché avec le J101/SF, une version réduite du F404. Toutefois, après que la commande d'IDF a été divisée par deux en raison de problèmes budgétaires, le plan de mise à jour avec le moteur TFE1088-12 se déroula à merveille. Le F-CK IDF vola pour la première fois en 1989, et les appareils furent livrés jusqu'à 1999.
En 2004, on dénombrait environ 460 exemplaires construits, chaque moteur étant à un prix estimé de 2,5 millions de dollars de 2005.

## Propositions de motorisation

### T-45 Goshawk / BAE Systems Hawk
Au début des années 1990, l’US Navy envisagea de remotoriser sa flotte de T-45 Goshhawk d'entraînement avec le F124. En 1994, après avoir testé un T-45 avec le moteur, la marine américaine choisit de ne pas l'utiliser.
La perspective d'un T-45 à moteur F124 refit surface en 1996, lorsque McDonnell Douglas proposa un T-45 équipé d'un F124 à la Royal Australian Air Force comme compétiteur pour leur demande d'équipement.
BAe désira également proposer le F124 comme option pour leur entrée dans la compétition de la RAAF, avec un BAe Hawk (dont est dérivé le T-45), mais ITEC refusa d'accorder à BAe la permission de proposer le moteur. La décision d'ITEC se trouva être une grosse erreur, car la RAAF sélectionna finalement le Hawk pour entraîner ses pilotes. Toutefois, après le choix de l'appareil, la RAAF décida de mettre en compétition séparée le F124 et l’Adour (qui était le choix de BAe) pour propulser les nouveaux appareils. En 1997, la force aérienne australienne choisit d'utiliser le moteur Adour, mettant définitivement un terme aux chances du F124 d'équiper un jour les Hawks ou les T-45.

### Aero L-159 Alca
En 1994, le F124 fut sélectionné pour propulser l'avion de combat léger tchèque Aero L-159 Alca. L'ensemble prit l'air pour la première fois en 1997.

### Aermacchi M-346Master
En 2000, Alenia Aermacchi annonça que son nouvel avion d'entraînement/assaut léger serait équipé du moteur F124, le préférant à l'Adour, son principal concurrent. En 2009, les Émirats arabes unis annoncèrent que leurs appareils d'entraînement M-346 seraient équipés du F124-GA-200.

### Boeing X-45A
Le F124 équipa le démonstrateur technologique d'avion de combat sans pilote Boeing X-45A, au début des années 2000.

### Utilisations futures envisageables
La version avec postcombustion F125IN fut considérée en 2009 par la force aérienne Indienne comme une solution de remplacement pour les Rolls-Royce Turbomeca Adour équipant leurs SEPECAT Jaguar. Le nouveau moteur serait à la fois plus léger et plus puissant. Une démonstration illustrant ces qualités fut effectuée en 2007.

## Caractéristiques
Le F124 est essentiellement un turboréacteur à double corps à faible taux de dilution. Il possède ainsi deux arbres de transmission concentriques tournant l'un à l'intérieur de l'autre. L'arbre dit « haute pression » relie le compresseur haute pression à la turbine haute pression ; on parle alors de « corps HP ». L'arbre dit « basse pression » est celui qui passe à l'intérieur du premier, et relie la turbine basse pression au compresseur basse pression et à la soufflante ; on parle alors de « corps BP ». En simplifiant, le corps HP d'un turboréacteur à double flux est également ce qu'on appelle le « cœur », la partie qui assure le fonctionnement du moteur en réalisant la combustion du carburant. Le corps BP est celui qui gère essentiellement le flux secondaire, celui concernant l'air « frais » contournant le moteur et ne servant qu'à produire de la poussée.
La section BP du compresseur est faite de trois étages et constituée d'alliage de titane. Le premier étage possède 30 pales non-carénées et le taux de compression global de ces trois étages de soufflante est de 2,5 pour 1. Une partie de l'air est déviée pour créer le deuxième flux (taux de dilution de 0,472 : 1), et le reste est dirigé vers le compresseur HP du moteur. Afin de conserver une certaine simplicité et de ne pas trop alourdir le moteur, seul un étage du compresseur BP est doté de pales à pas variable.
La section HP du compresseur est d'une conception assez particulière, employant à la fois des étages de compresseur axiaux et centrifuge dans le même moteur. Il y a 4 étages axiaux, qui sont suivis d'un cinquième de type centrifuge. Toutes les pales, ainsi que le rotor centrifuge, sont faits en titane. L'air comprimé est mélangé au carburant et brûlé dans une chambre de combustion annulaire, puis évacué vers une turbine HP à un seul étage, puis une turbine BP également à un seul étage. La turbine HP est refroidie par air. L'échappement est mélangé, ce qui signifie que l'air provenant du canal secondaire (soufflante) et les gaz chauds provenant du cœur sont éjectés par une tuyère commune. Sur le F125, l'échappement passe à-travers la section de brûleurs de la postcombustion. Le F124 n'en possède pas.
Afin de simplifier le travail des équipes au sol, le moteur est doté d'une architecture modulaire. Cette caractéristique permet par-exemple de changer les pièces avec celles d'un autre moteur sans nécessiter de rééquilibrage ou de réglages complets à chaque opération de maintenance. Le fonctionnement du moteur est contrôlé et analysé en temps réel par une électronique complexe et deux FADEC.

## Versions
- F124-GA-100 : Version originale du moteur. Il a équipé le démonstrateur Boeing X-45 ;
- F124-GA-200 : Version légèrement dégonflée du GA-100. La poussée maximale est de 27,8 kN et le moteur est plus léger de 13 kg[2]. Cette version utilise une toute-nouvelle boîte d'engrenages et accessoires, ainsi que d'autres petites améliorations[15]. Cette version est utilisée dans l'Aermacchi M-346[11] ;
- F124-GA-400 : Dérivé du F124-GA-100, modifié pour les BAe Hawk et T-45 Goshhawk. Le moteur fut testé en vol dans le T-45, mais l'US Navy décida de ne pas utiliser ce moteur pour remotoriser ses avions[15] ;
- F125-GA-100 : Aussi connu sous la désignation TFE1042-70, il s'agit de la version avec postcombustion basique du moteur, utilisée par l'AIDC F-CK-1 Ching-Kuo ;
- F125X : Version avancée proposée du F125, avec une poussée maximale de 56 kN[17] ;
- F125XX : Version encore plus évoluée du F125, produisant alors 73 kN de poussée. S'il avait été construit, il aurait été suivi d'une version F124XX sans postcombustion, produisant 48 kN de poussée[17].

## Applications

### F124
- Aermacchi M-346 Master
- Aero L-159 Alca
- Boeing X-45

### F125
- AIDC F-CK-1 Ching-Kuo